# Cesare Battisti
«Чезаре Баттісті» (італ. Cesare Battisti) — ескадрений міноносець типу «Надзаріо Сауро» ВМС Італії 1920-х років

## Історія створення
Ескадрений міноносець «Чезаре Баттісті» був закладений 9 лютого 1924 року на верфі «Cantieri Odero», Генуя. Свою назву отримав на честь італійського політика та іредентиста Чезаре Баттісті.
Спущений на воду 11 грудня 1926 року, вступив у стрій 13 квітня 1927 року.

## Історія служби

### Довоєнна служба
Після вступу у стрій есмінець «Чезаре Баттісті» ніс службу у Середземному морі. У 1930 році зазнав аварії, зіткнувшись з однотипним есмінцем «Даніеле Манін».. 
У 1936 році, перед запланованим відправленням в Червоне море корабель пройшов модернізацію, під час якої встановили системи кондиціонування.
У 1939 році був відправлений в Червоне море.

### Друга світова війна
На момент вступу Італії у Другу світову війну 10 червня 1940 року, «Чезаре Баттісті» перебував в Еритреї, де базувався в порту Массауа і входив до складу 3-ї ескадри есмінців, разом з однотипними «Даніеле Манін», «Франческо Нулло», і «Надзаріо Сауро».
Основним завданням італійської ескадри у Червоному морі було перехоплення британських конвоїв. Кораблі декілька разів виходили в море, але не змогли перехопити ворожі кораблі.
Вночі 21 жовтня 1940 року есмінці «Леоне», «Пантера», «Чезаре Баттісті», «Даніеле Манін» і «Франческо Нулло» атакували британський конвой «BN 7», який складався з 32 транспортів під охороною крейсера «Ліндер» , есмінця «Кімберлі» та 3 шлюпів. Проте атака виявилась невдалою, італійці змушені були поставити димову завісу та відступити. «Франческо Нулло», на якому вийшло з ладу стернове керування, наступного помічений та перехоплений британськими кораблями. Після годинного бою він був потоплений есмінцем «Кімберлі» поблизу острова Харміль.
На початку 1941 року, коли падіння Італійської Східної Африки було неминуче, перед командуванням італійського флоту постала проблема, що робити з кораблями. ТІ кораблі та підводні човни, що могли дістатись до дружніх японських чи французьких портів, вирушили у плавання. Але есмінці типу «Леоне» і типу «Надзаріо Сауро» не мали достатньої дальності плавання. Тому перед падінням Массауа 31 березня 1941 року «Леоне», «Тігре» та «Пантера» вирушили в атаку на Суец. «Чезаре Баттісті», «Даніеле Манін» та «Надзаріо Сауро» мали атакувати Порт-Судан.
Вночі 1 квітня «Леоне» налетів на не позначену на карті скалу та отримав серйозні пошкодження. Вранці «Тігре» та «Пантера» змушені були потопити його за 15 миль на північ від острова Ауалі-Хутуб в архіпелазі Дахлак, і повернулись в Массауа. 
Увечері 1 квітня італійці відхилили британську пропозицію про капітуляцію, і 5 есмінців («Тігре», «Пантера», «Чезаре Баттісті», «Даніеле Манін» та «Надзаріо Сауро») вирушили в останню атаку на Порт-Судан. Кораблі повинні були пройти 300 миль у ворожих водах, прибути до Порт-Судану на світанку, де зав'язати бій з британськими кораблями, і, якщо пощастить, спробувати перетнути Червоне море, досягнути аравійського узбережжя, де вони мали би бути затоплені екіпажами.
На «Чезаре Баттістіі» виникли проблеми із силовою установкою, він направився до аравійського берега, де і був затоплений екіпажем наступного дня. Екіпаж висадився на путсельному березі, і тиждень часу блукав пустелею, перш ніж дістався до найближчого поселення.